# Moritz Brosch
Moritz Brosch, född 1829 och död 1907, var en tysk historieskrivare.
Efter att ha varit journalist i Wien ägnade sig Brosch åt historieforskning i Venedig. Hans huvudarbete på detta område är Papst Julius II und die Gründung des Kirchenstaates (1878). Brosch har även utgivit Geschichte des Kirchenstaats (1880-1882) och en fortsättning av Lappenberg-Paulis Geschichte von England 1603-1850. Därtill kommer Oliver Cromwell und die puritanische revolution (1886).